# Melanocetidae
Melanocetidae – monotypowa rodzina morskich, drapieżnych ryb głębinowych z rzędu  żabnicokształtnych (Lophiiformes) wyróżniających się obecnością 12–17 promieni w płetwie grzbietowej oraz 3–4 promieni w płetwie odbytowej.

## Występowanie
Ocean Atlantycki, Spokojny i Indyjski.

## Klasyfikacja
Rodzaj zaliczany do tej rodziny:
Melanocetus